# Hari Khadka
Hari Khadka, né le 24 août 1978, (d'autres sources avancent le 3 mars 1976) est un footballeur international népalais. 
De 1995 à 2006, Khadka évolue en équipe du Népal, dont il est l'un des meilleurs buteurs (13 buts). Auteur de son premier but en sélection le 29 mars 1995 face au Pakistan (à 16 ans et 217 jours), il est l'un des plus jeunes buteurs internationaux de l'histoire du football.

## Clubs
- 1994/95-1995/96 :  Rani Pokhari Corner Team
- 1996/97 :  Tollygunge Agragami Kolkata
- 1997/98 :  Kerala Police
- 1998 :  Muktijoddha Sangsad KS
- 1999/00 :  CF Atlante
- 2000/01 :  Prepa Pumas
- 2000/01 :  Mahindra United
- 2001/02 :  Mohun Bagan Athletic Club
- 2002 :  Muktijoddha Sangsad KS
- 2003/04-2006 :  Mahendra Police Club
- 2006-2007 :  Zejtun Corinthians FC

## Palmarès
- Championnat d'Inde de football

- - Champion en 2002
- Championnat du Népal de football
  - Champion en 2007
- Coupe des présidents de l'AFC
  - Finaliste en 2007